# Suvereto (vino)

## Zona di produzione
La zona di produzione comprende i terreni viticoli presenti nel territorio del comune di Suvereto, in provincia di Livorno.

## Storia
La storia della viticoltura a Suvereto inizia da Etruschi e Romani. Nel XIV secolo la famiglia Della Gherardesca, feudataria di un territorio che andava da Cecina a Follonica, diede un impulso alla
diffusione dell’attività vitivinicola. Un incremento più consistente ed esteso delle attività viticole ed enologiche si ebbe a partire dal XVII secolo, con la nascita dell'Accademia dei Georgofili e la riduzione del latifondo. 
Intorno al 1830 estese bonifiche crearono nuovi spazi agricoli; Emanuele Repetti nel 1843 descrisse i terreni bonificati: «Ora colui che attraversasse il piano di Campiglia e le pendici del suo poggio stupirebbe in vedere l’uno e l’altre coperte di vigne, di oliveti […] vedrebbe vaste campagne adorne di vigneti disposti a filari, poggianti alle canne [anche se] alcune moderne piantagioni sono all’uso fiorentino». 
Le prime testimonianze di un certo valore economico appaiono nel 1886, con la partecipazione di cinque produttori di Suvereto all'Esposizione Mondiale di Roma.

## Tecniche di produzione
Sono consentite la scelta vendemmiale e la riclassificazione dei mosti e dei vini verso tipologie della denominazione di origine Val di Cornia.
Le operazioni di vinificazione e di invecchiamento devono essere effettuate nella zona di produzione; è consentito l'arricchimento dei mosti e dei vini con mosti concentrati ottenuti da uve prodotte nella zona delimitata o con le altre tecnologie consentite.
Le tipologie del Suvereto possono venire commercializzate dopo il 1º giugno del secondo anno successivo alla vendemmia; la qualifica "riserva" richiede invece almeno diciotto mesi in botti di rovere e sei mesi in bottiglia.
È obbligatoria l’indicazione dell’annata di produzione delle uve; le bottiglie possono essere solo di tipo bordolese o borgognona e il tappo deve essere di sughero raso bocca.

## Disciplinare
La zona di produzione ha fatto parte di quella della DOC Val di Cornia dal 1989, come sottozona.
La DOCG è stata approvata con DM 18.11.2011 pubblicato sulla Gazzetta Ufficiale n. 284; successivamente ha subito le seguenti modifiche:
- DM 30.11.2011 pubblicato sulla Gazzetta Ufficiale n. 295
- DM 12.07.2013 Pubblicato sul sito ufficiale del Mipaaf
- DM 07.03.2014 Pubblicato sul sito ufficiale del Mipaaf

## Tipologie
Tutte le tipologia hanno identici parametri tecnici, pur utilizzando vitigni diversi:
| Suvereto           | Cabernet Sauvignon e Merlot anche congiuntamente, minimo 85% |
| Sangiovese         | Sangiovese minimo 85%                                        |
| Merlot             | Merlot minimo 85%                                            |
| Cabernet Sauvignon | Cabernet Sauvignon: minimo 85%                               |

Possono inoltre far parte dell'uvaggio le uve di altri cinquanta vitigni complementari, elencati in un allegato al disciplinare.
È prevista la menzione "vigna".

### Parametri comuni
| titolo alcolometrico minimo    | 12,50% vol. |
| acidità totale minima          | 4,50 g/l.   |
| estratto secco minimo          | 25,00 g/l   |
| resa massima di uva per ettaro | 90 q.       |
| resa massima di uva in vino    | 68 %        |